# Il mio bambino
Il mio bambino (My Boy) è un film muto del 1921 diretto da Victor Heerman e Albert Austin.
Il film fu ideato come veicolo per la giovane star, Jackie Coogan, di cui si voleva perpetuare il successo colto con Il monello di Charlie Chaplin (1921). Il film si colloca nel filone comico-patetico dei racconti sull'immigrazione e sull'infanzia abbandonata. Offre una interessante visione quasi semi-documentaristica dell'arrivo degli immigrati a Ellis Island a New York.

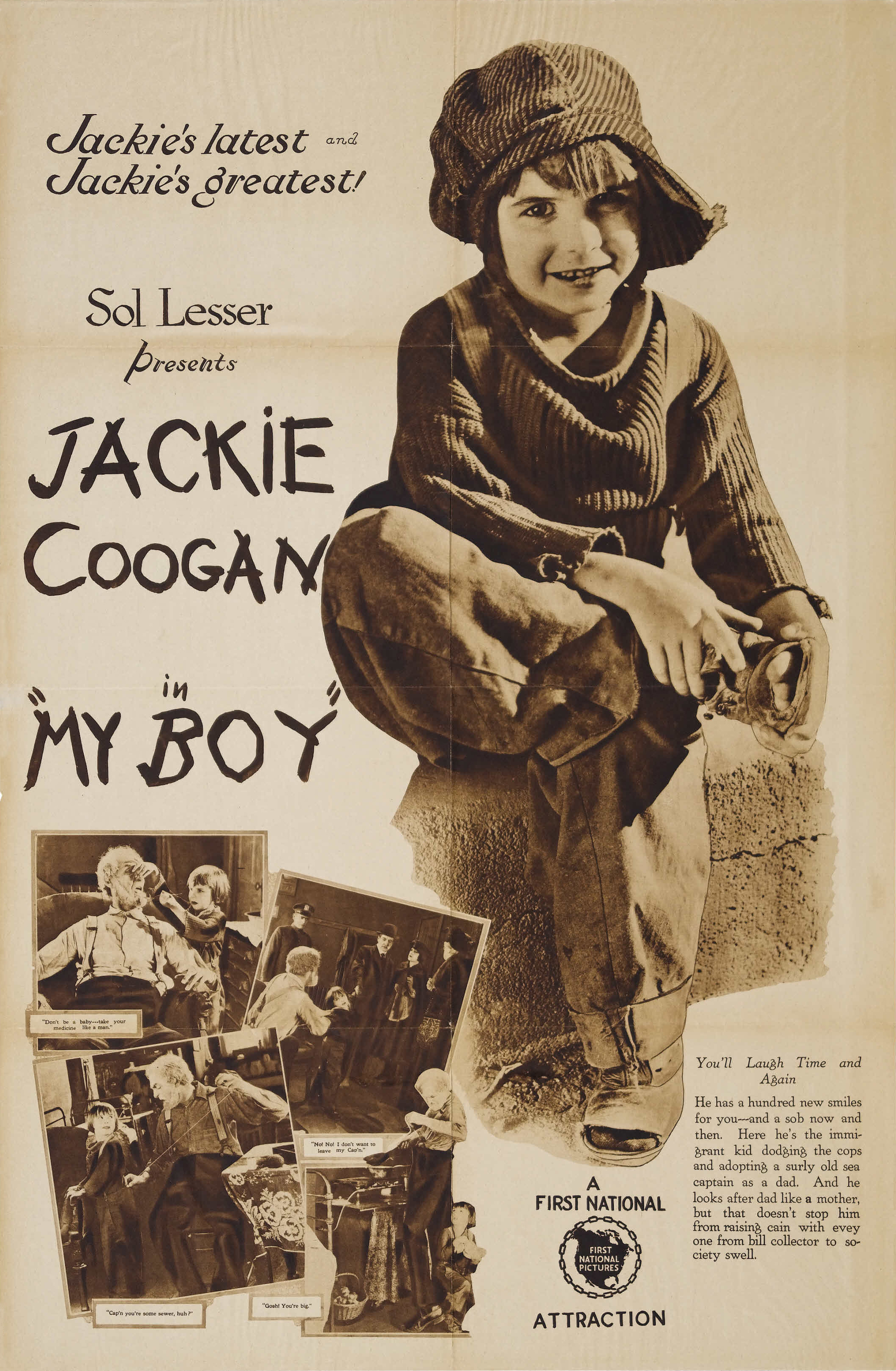
Poster del film

## Trama
Jackie Blair, un bambino di sette anni, figlio di poveri immigrati, rimane orfano al suo arrivo a New York. Fuggito da Ellis Island con uno stratagemma, il bambino si rifugia nella casa di uno scorbutico ex marinaio, il capitano Bill. Nonostante i suoi iniziali dubbi, il Capitano si affeziona al bambino. La tensione sale quando i funzionari dell'immigrazione tentano di portare via Jackie per rimpatriarlo, mentre il Capitano cerca ogni modo per tenerlo al sicuro con sé. Fortunatamente il bambino ha in America una nonna benestante il cui intervento conduce al lieto fine.

## Produzione
Il film fu prodotto dalla Jackie Coogan Productions.

## Distribuzione
Distribuito dalla Associated First National Pictures, uscì nelle sale cinematografiche statunitensi il 25 dicembre 1921 e quindi anche internazionalmente.